# Jozef Mihálik
Jozef Mihálik (13. listopadu 1919 – 20. září 1974) byl slovenský a československý politik Komunistické strany Slovenska a poslanec Sněmovny lidu Federálního shromáždění za normalizace.

## Biografie
Byl účastníkem Slovenského národního povstání. Pracoval jako brusič kamene v n. p. Slovenský průmysl kamene v Levicích. Členem KSS byl od roku 1952. Působil na různých stranických postech, po 17 let zasedal jako poslanec v ONV. Od roku 1964 do své smrti zastával post předsedy dopravní komise ONV v Levicích. V roce 1967 mu bylo uděleno vyznamenání Za zásluhy o výstavbu. K roku 1971 se profesně uvádí jako brusič kamene.
Ve volbách roku 1971 zasedl do Sněmovny lidu (volební obvod č. 149 – Levice, Západoslovenský kraj). Ve Federálním shromáždění setrval do své smrti roku 1974, kdy ho nahradil Juraj Hlinka. V oficiální posmrtné vzpomínce se uvádí, že „v krizových letech 1968 – 1969 stál poslanec Mihálik pevně na pozicích marxismu-leninismu a obhajoval leninskou linii KSČ“.